# Saand Ki Aankh
Saand Ki Aankh è un film del 2019 diretto da Tushar Hiranandani.
Film indiano di genere high dramma.